# Визоне
Визоне (итал. Visone) — коммуна в Италии, располагается в регионе Пьемонт, в провинции Алессандрия.
Население составляет 1183 человека (2008 г.), плотность населения составляет 94 чел./км². Занимает площадь 13 км². Почтовый индекс — 15010. Телефонный код — 0144.
Покровителями коммуны почитаются святые апостолы Пётр и Павел, празднование 29 июня.

## Демография
Динамика населения:

## Администрация коммуны
- Официальный сайт: